# Chiesa di Santa Maria al Carrobiolo
La chiesa di Santa Maria al Carrobiolo si trova a Monza, in Piazza Carrobiolo 8. Fu edificata nel Cinquecento come chiesa annessa all'attiguo convento dei Barnabiti tuttora esistente, e conserva al suo interno notevoli opere di epoca manierista (Simone Peterzano, Moncalvo) e una pregevole decorazione ad affresco in stile barocco.

## Storia
Il termine "Carrobìolo" deriva da piccolo carrobbio, cioè piccola piazza per la sosta dei carriaggi presso le antiche porte cittadine.
La prima chiesa di Santa Maria del Carrobiolo apparteneva alla comunità degli Umiliati delle Sante Agata e Maria e risale al 1232, anno in cui l'arciprete di Monza autorizzò la costruzione di un oratorio dedicato a Dio e alla Vergine. 
Era detta la casa degli Umiliati di S.Agata ed era la più importante dell'ordine a Monza. 
Nel 1571 l'ordine degli Umiliati venne soppresso da Papa Pio V, su iniziativa dell'arcivescovo di Milano Carlo Borromeo, che riteneva i costumi dell'ordine eccessivamente rilassati.  Il complesso della chiesa e del relativo convento fu assegnato ai padri Barnabiti che, nel 1573, iniziarono a rinnovarlo, conservando tuttavia le strutture della chiesa, del campanile e del chiostro. Il 15 giugno 1584 San Carlo Borromeo consacrava il tempio. Fra le prime opere pittoriche commissionate per la decorazione della chiesa, furono due pale d'altare eseguite da Simone Peterzano, pittore manierista oggi noto come maestro di Caravaggio, rigoroso interprete dei dettami della controriforma sulla sobrietà e immediatezza delle opere d'arte: si tratta della Gloria di Ognissanti, oggi conservata nel convento, e della Sacra Famiglia con san Giovannino, santa Elisabetta e i santi Pietro e Paolo. Seguirono nel tempo vari lavori di rimaneggiamento.
L'avvento della Repubblica Cisalpina portò alla chiusura del Noviziato (1796), alla soppressione della comunità e alla confisca dei beni (1798). In tale occasione tuttavia il marchese Carlo Arconati Visconti riacquistò il complesso e lo rese ai Barnabiti nel 1799. Il successivo decreto napoleonico di soppressione degli ordini religiosi lo colpì nel 1810 e ancora una volta l'Arconati lo riscattò ed i suoi eredi lo riconsegnarono ai padri Barnabiti quasi settanta anni dopo.
L'architetto Enrico Terzaghi pone mano a vari lavori di rinnovamento, della decorazione è incaricato Giacomo Martinetti. Vengono poi realizzate dai milanesi Bertini le vetrate in facciata: l'Immacolata al centro e le sante Agata e Barbara ai lati.

## Descrizione

### Esterno
La facciata della chiesa, risalente al sedicesimo secolo, è ispirata alla chiesa madre dell'ordine dei barnabiti, San Barnaba a Milano, opera di Galeazzo Alessi.  Presenta due ordini sovrapposti: quello inferiore, diviso in tre ordini da lesene, presenta tre portali a timpano; l'ordine superiore ha un solo campo centrale sormontato da un timpano e reca una bella finestra serliana, opera di Battista Borgonovo (1581). In epoca barocca furono aggiunte al vertice del timpano la statua della Vergine, opera di Giovanni Battista Brunetti (1715); ai lati due angeli di Carlo Artelli (1717).
All'esterno della chiesa, sul lato destro della piazza, sporge il fabbricato del Convento con un elegante portale di pietra arenaria sormontato da un medaglione con la figura di San Paolo, evidente riferimento all'ordine dei Barnabiti (Chierici Regolari di San Paolo), opera eseguita dallo scultore barocco Elia Vincenzo Buzzi nel 1731.

### Interno

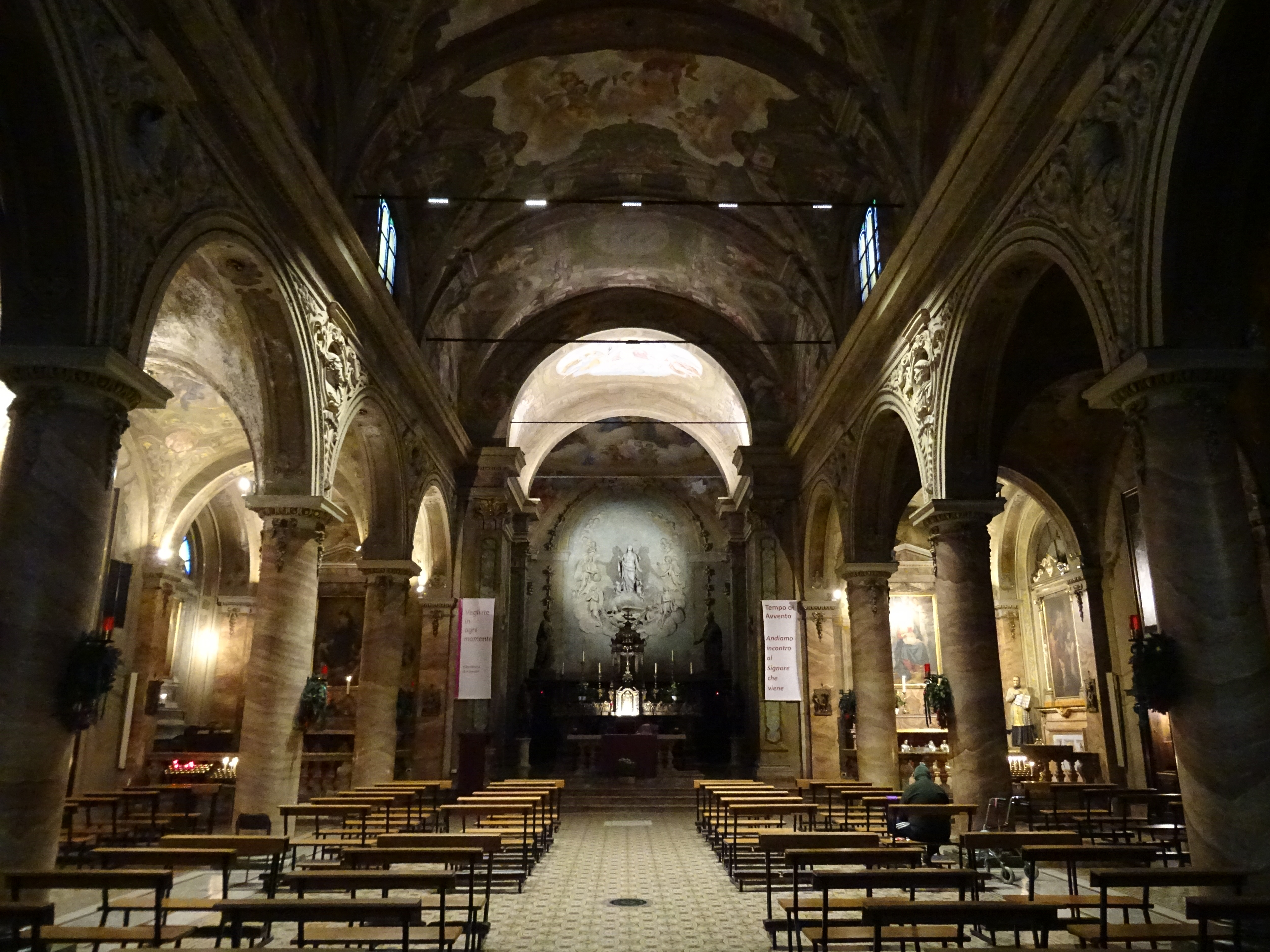
Interno

L'interno mantiene l'impianto medievale, a tre navate, con abside piatta e due cappelle in testa alle navate minori. 
La volta a botte probabilmente risale agli anni precedenti la riconsacrazione di San Carlo. Le decorazioni pittoriche furono volute dal barnabita Invenzio Montalti, e realizzate da Andrea Porta (1707-1709), per le figure, e dai fratelli varesotti Giovanni Battista e Gerolamo Grandi, per le quadrature architettoniche. Costituisce un armonioso esempio di barocchetto lombardo, raffigurante la glorificazione della Vergine e di Sant'Agata.
Il piemontese Guglielmo Caccia detto il Moncalvo, che intorno al 1619 lavorava al Duomo di Monza, è qui presente con due dipinti: l'Adorazione dei Magi, nella prima campata, e l'Adorazione dei pastori nella quarta campata della navata destra, originariamente dipinte per l'altare maggiore.
Nella terza campata destra la porta d'ingresso al monastero, sormontata da una lapide che ricorda la consacrazione della chiesa ad opera di San Carlo. Di Giovanni Antonio Cucchi sono gli Angeli e l'ovale con San Carlo in preghiera (1762) intorno alla porta di accesso al convento.
Nella navata laterale sinistra, la terza campata corrisponde alla Cappella dell'Addolorata (ridipinta nel 1926 da Luigi Morgari) che contiene un notevole Crocefisso del XVI secolo, attribuito all'intagliatore Battista da Saronno, e la statua in legno policromo dell'Addolorata, opera del XVII secolo. Di Simone Peterzano si conserva la Sacra Conversazione o Madonna del latte. La figura centrale della Vergine che allatta il bambino, con san Giovannino che le offre della frutta, è attorniata da santi in rigida posa accademica, mentre una veduta dalla finestra dietro le spalle delle figure conferisce maggiore respiro alla scena. Lo Sposalizio della Vergine è opera di Riccardo de’ Tavolini (1608-1678), pittore scarsamente noto.